# Список умерших в 1404 году

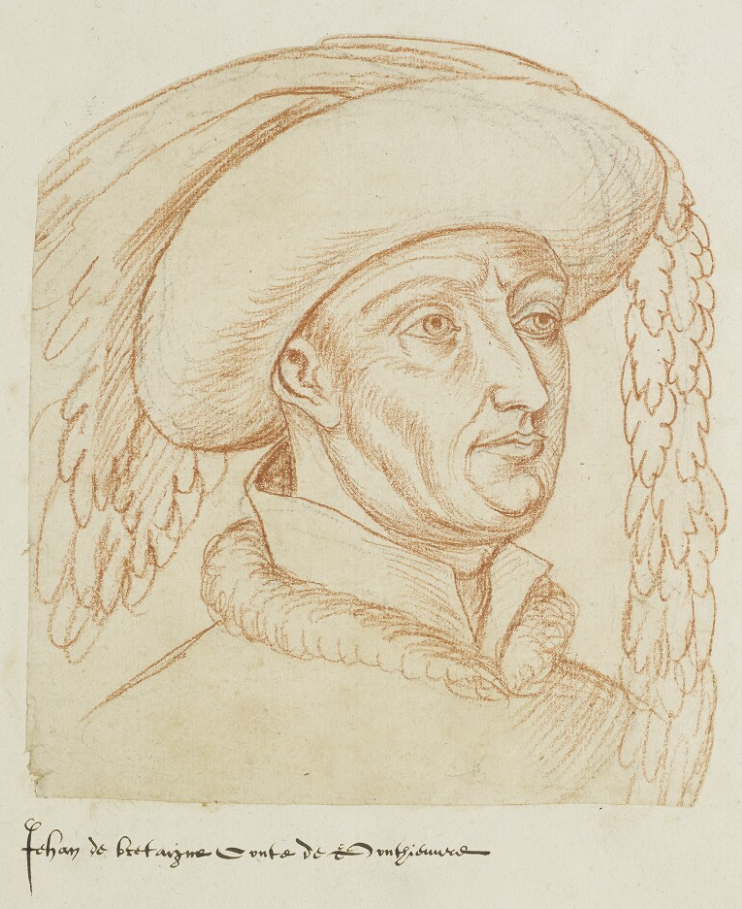
Жан I де Шатильон

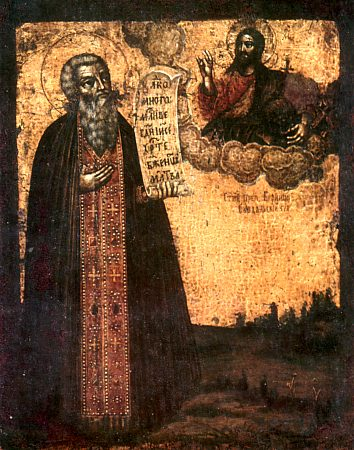
Евфимий Суздальский

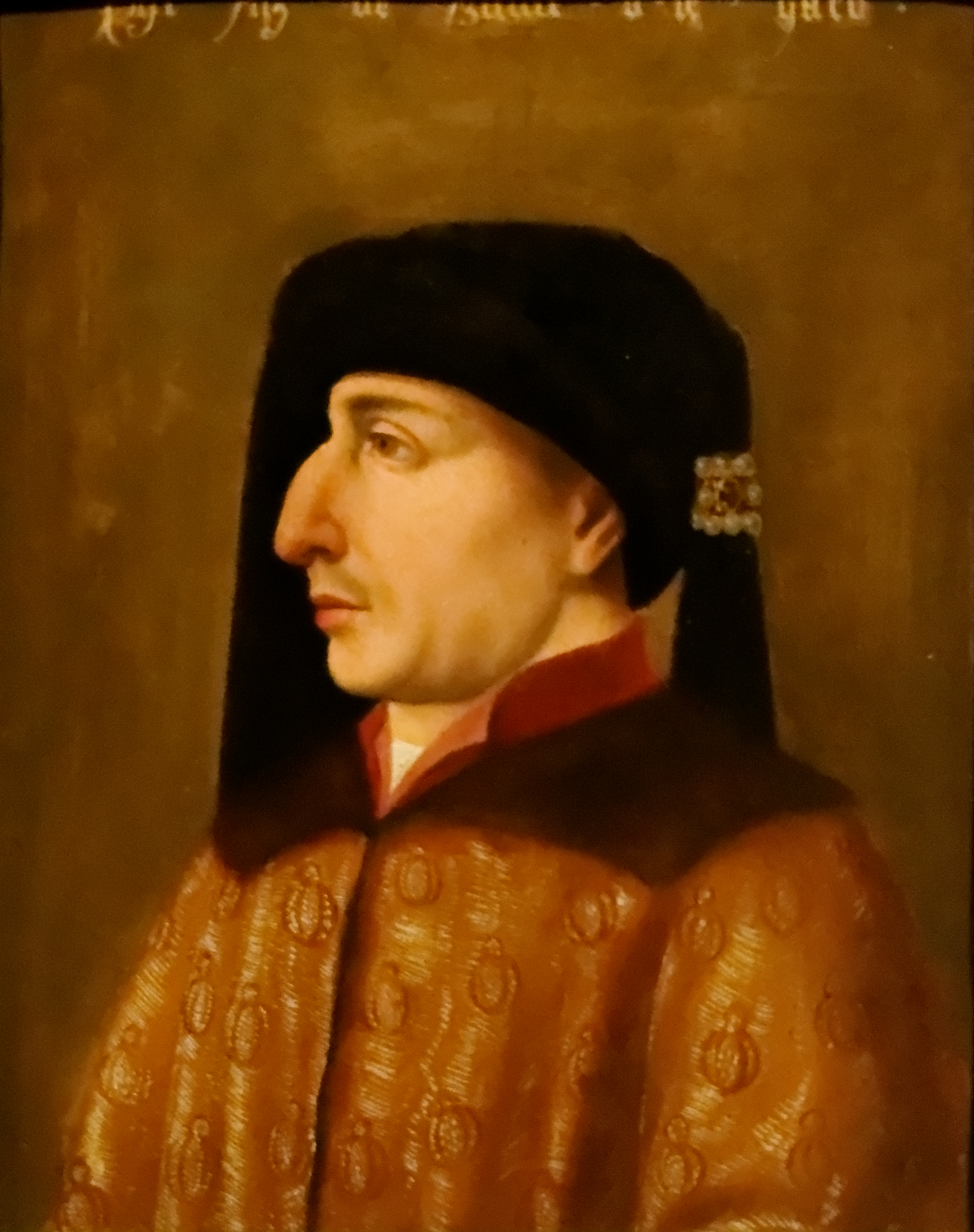
Филипп II Смелый

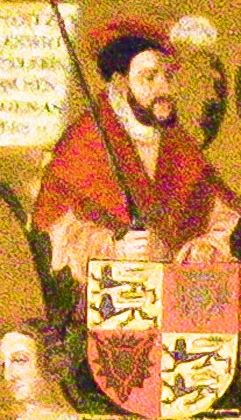
Герхард VI

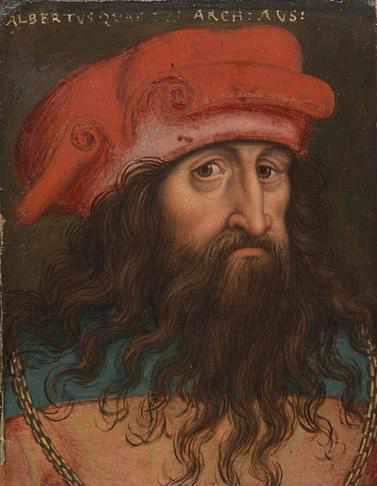
Альбрехт IV Терпеливый

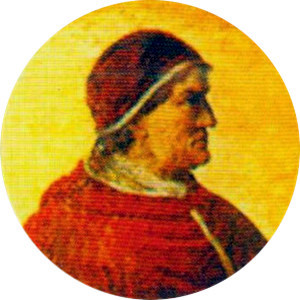
Бонифаций IX

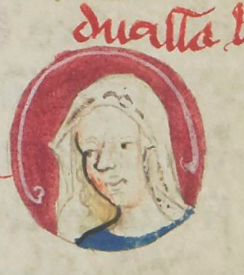
Мария Французская

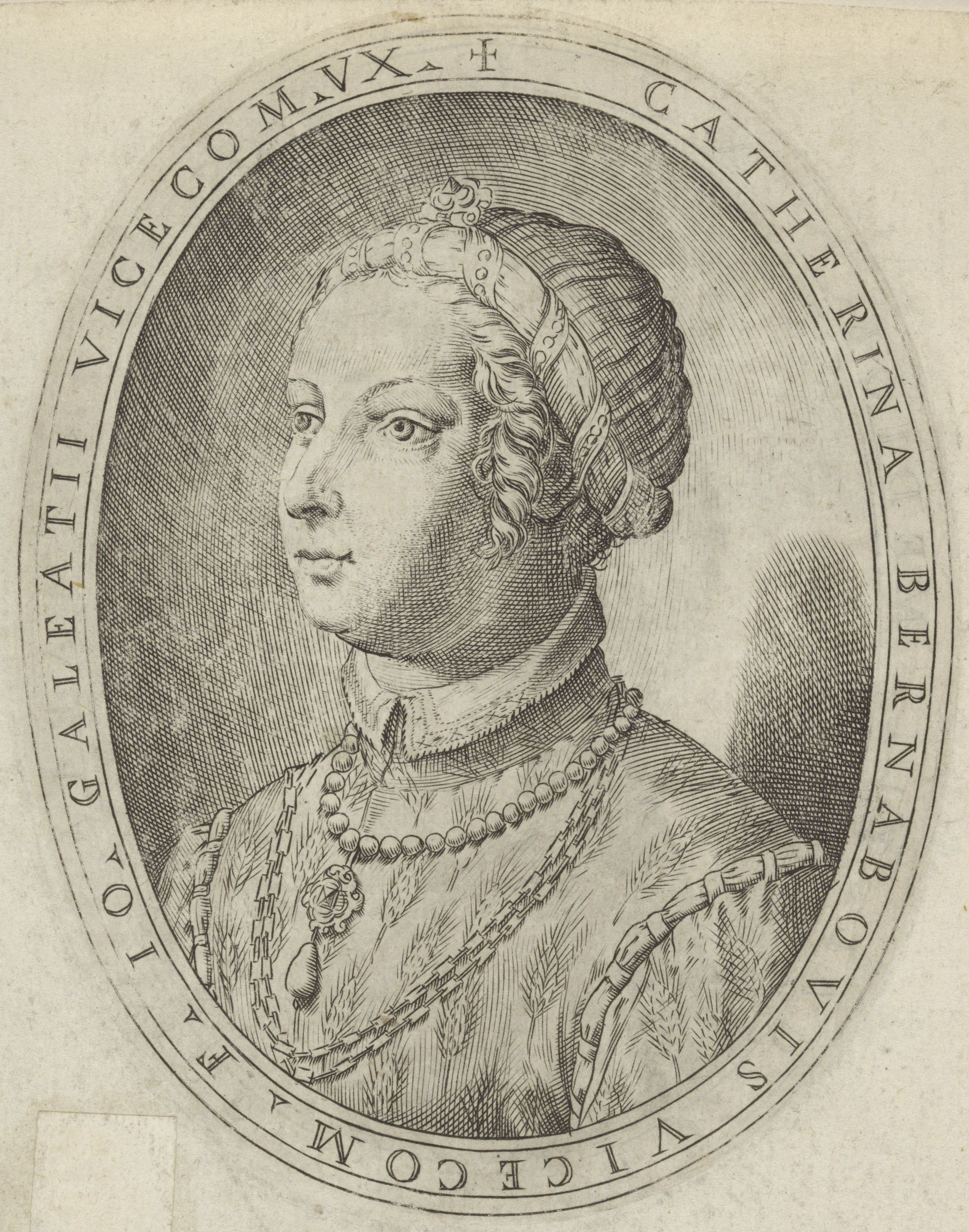
Висконти, Катерина

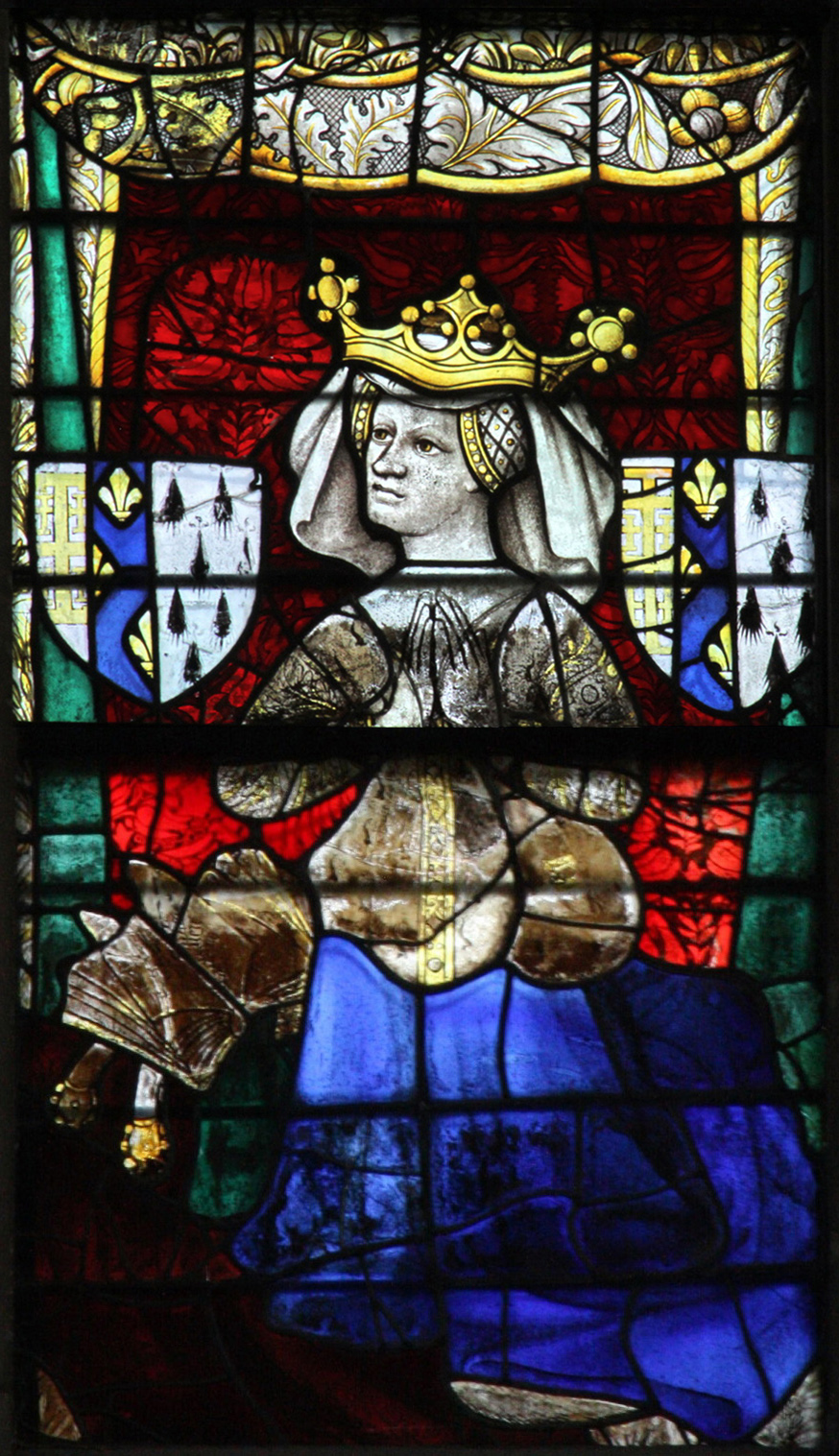
Мария де Блуа-Шатильон

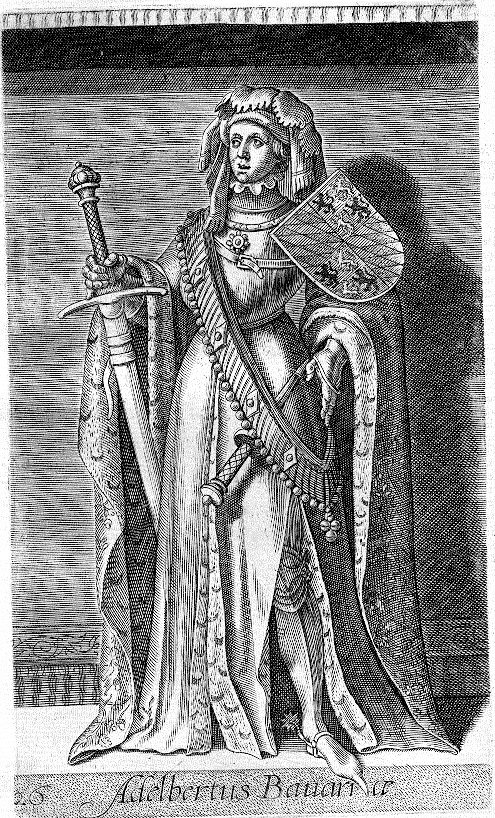
Альбрехт

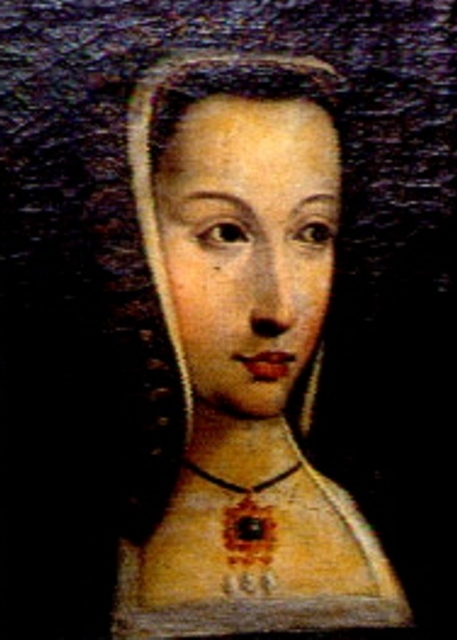
Элеонора Арборейская

В этой статье представлен список известных людей, умерших в 1404 году.
См. также: Категория:Умершие в 1404 году

## Январь
- 16 января — Жан I де Шатильон (58) — граф Пентьевра, виконт Лиможа (с 1364).

## Апрель
- 1 апреля — Евфимий Суздальский — основатель и архимандрит Спасо-Евфимиева монастыря, канонизирован на втором Макарьевском соборе 1549 года в лике преподобных.
- 18 апреля — Гульельмо делла Скала — сеньор Вероны из династии Скалигеров (1404), родоначальник немецкой ветви Скалигеров; вероятно отравлен.
- 22 апреля — Пьетро Кампофрегозо — дож Генуи (1393).
- 27 апреля — Филипп II Смелый (62) — сын короля Франции Иоанна II, герцог Турени (1360—1363), герцог Бургундии (1363—1404), граф Фландрии (по праву жены), граф Артуа (по праву жены), граф Ретеля (по праву жены), граф Невера (по праву жены), последний граф Бургундии (1384—1404), граф Шароле (1391—1404), основатель Младшего Бургундского дома.
- 29 апреля — Антонио II да Монтефельтро — итальянский кондотьер, граф Урбино и сеньор Кальи (с 1375), сеньор Губбио (с 1384).

## Июнь
- Александр Константинович — князь Ростово-Борисоглебский (1365—1404)
- Диего Уртадо де Мендоса, кастильский дворянин, сеньор де Мендоса (1385—1404), адмирал Кастилии, майордом короля Кастилии (1385—1389).

## Август
- 4 августа — Герхард VI — граф Гольштейн-Рендсбурга (с 1382), герцог Шлезвига (с 1386).

## Сентябрь
- 14 сентября — Альбрехт IV Терпеливый (26) — герцог Австрийский (в 1395 правил единолично, с  1395 совместно с Вильгельмом Дружественным, герцогом Штирии); умер от дизентерии или отравлен.
- 20 сентября — Пьер II — граф Алансона (с 1361), граф Перша (с 1377), участник Столетней войны.
- 28 сентября — Жан II — граф Оверни и Булони (с 1386).

## Октябрь
- 1 октября — Бонифаций IX — папа римский (1389—1404).
- 5 октября — Жан I д’Астарак — граф Астарака (с 1362).
- 15 октября — Мария Французская (60) — дочь короля Франции Иоанна II, герцогиня-консорт Бара (с 1364), жена герцога Бара Роберта I.
- 17 октября — Катерина Висконти — герцогиня-консорт Милана (1395—1402), регент Милана (1402—1404); отравлена в заточении.

## Ноябрь
- 4 ноября — Жан Ла Персонн — виконт д’Аси (Acy) и д’Онэ (Aulnay), шамбеллан и советник королей Карла V Мудрого и Карла VI. Первый капитан-управляющий бастилии Сент-Антуан (1386—1404)
- 12 ноября — Мария де Блуа-Шатильон — дочь герцогини Бретани Жанны де Пентьевр и герцога Карла Блаженного, супруга Людовика I Анжуйского, герцогиня-консорт Анжуйская, герцогиня-консорт Турени, дама де Гиз (1360—1384), графиня Прованса и титулярная королева Неаполя и Иерусалима (1382—1384), регентша владений своего сына — Людовика II Анжуйского во время его несовершеннолетия.

## Декабрь
- 5 декабря — Евфросинья Ольгердовна — дочь великого князя Литовского Ольгерда, жена рязанского князя Олега Ивановича, рязанская местночтимая святая в чине преподобной
- 13 декабря — Альбрехт (68)  — герцог Баварии (1347—1349) совместно с пятью братьями, герцог Нижней Баварии (1349—1353) совместно с двумя братьями, герцог Баварии-Штраубинга (с 1353) совместно с братом Вильгельмом, граф Голландии, граф Геннегау (под именем Альберт I) и граф Зеландии (с 1388).

## Дата неизвестна или требует уточнения
- Александр Стюарт из Дарнли — шотландский дворянин.
- Лазарь Серб, сербский православный монах, часовщик и инженер, известный тем, что собрал и установил первые часы в Московским Кремле.
- Мухаммад-шах I (Татар-Хан) — султан Гуджарата (1403—1404); возможно отравлен.
- Нуру-д-дин аль-Хайсами — исламский богослов, правовед шафиитского мазхаба.
- Пьетро да Полента — сеньор Равенны (1389—1404); умер в плену
- Харихарарайя II Сангама — махараджахираджа (царь царей) Виджаянагарской империи (1377—1404).
- Элеонора Арборейская — правительница юдиката Арбореа (1383—1404).